# Wienux
Wienux – austriacka dystrybucja systemu Linux bazująca na Debianie, przygotowana przez władze stolicy Austrii, Wiednia, dla urzędników miejskich.
System został skonstruowany z myślą o przeprowadzanej od 2005 migracji na system operacyjny Linux i oprogramowanie open source, przede wszystkim pakiet biurowy OpenOffice.org, w miejsce Windows i Microsoft Office.